# 対馬国
対馬国（つしまのくに、旧字体：對馬國）は、かつて日本の地方行政区分だった令制国の一つ。西海道に属する。

## 概要
対馬国の初見は、『三国志』魏志倭人伝の対馬国である（三国志のテキストの間でも版によって表記が異なり、現存する最古の版である紹煕〈しょうき〉本では対海国、よりポピュラーな版である紹興〈しょうこう〉本では対馬国となっている）。倭人伝の「今、使訳を通ずるところ三十国」のうちの一国。日本では津島とも書かれたが、7世紀に律令制の地域区分として対馬国が設けられると、「対馬」の表記に定まった。
『古事記』の建国神話には、最初に生まれた島々（「大八洲」）の1つとして「津島」と記されている。『日本書紀』の国産み神話のなかには「対馬洲」「対馬島」の表記で登場する。古くからユーラシア大陸との交流があり、歴史的には朝鮮半島と倭国・倭人・ヤマトをむすぶ交通の要衝であった。
対馬国は律令制下で対馬島とも呼ばれ、その国司は島司とも呼ばれた。701年（大宝元年）の大宝律令では「対馬島」と改称され、のちに再び「対馬国」に復している。
国内には上県郡、下県郡の2郡が置かれた。上県（かみあがた）郡は伊奈（いな）、久須（くす）、向日（むかい）、三根（みね）、佐護（さご）の5郷、下県（しもあがた）郡は豆酘（つつ）、鶏知（けち）、賀志（かし）、与良（よら）、玉調（たまつき）の5郷から成った。大化以前は上県、下県の両国造の領域であった。
『延喜式』によれば、大宰府からの海路行程は4日、正税3,920束、庸と中男作物は免除され、特産品としては銀を納めることとなっていた。

## 歴史

### 先史時代
魏志倭人伝には「対馬国」が倭国の1国として登場し、邪馬台国に服属したことが記されている。「対馬国」の地誌については、同書は以下のように説明している。
訳；はじめて一つ海を渡る。一千余里ある。対馬国に至る。そこの大官（長官）は卑狗（ひこ、ひく）といい、副官は卑奴母離（ひなもり）という。住んでいるところは海に囲まれた島で、広さは四方四百余里ばかりである。その土地は山が険しく、深い森が多く、道路はけものや鹿の通り道のようである。また人家は千余戸がある。良い田がなく、海の物を食べて自活し、船に乗り南や北に海を渡って穀物を買い入れている。
弥生時代の対馬北部の集落遺跡塔の首遺跡（対馬市上対馬町）では、石棺の内外に朝鮮半島系および中国系のもの（方格規矩文鏡・銅釧・陶質土器など）と北九州系のもの（広鋒銅矛・玉など）が一緒に副葬されており、『魏志』における「南北市糴」の記載を裏づけている。
4世紀になると対馬にも本格的に古墳時代が到来する。4世紀後半以降、東海岸の鶏知浦周辺に畿内型の前期古墳で島内最大の出居塚古墳（対馬市美津島町）が出現し、つづいて前方後円墳をふくむ根曽古墳群（対馬市美津島町）がつくられ、5世紀から6世紀後半におよんでいる。4世紀後半代には北部に大将軍山古墳（対馬市上県町）がつくられたものの、全体からみれば、古墳分布は、旧来の浅茅湾周辺の社会集団と関係を結びながら、ヤマト王権との連絡に好適な東海岸鶏知浦付近に王権と直接つながるような首長層が成立してきたことを物語る。

### 古代
白村江の戦いののち対馬には防人と烽が置かれ、山城も築かれて外寇の防備としたが、8世紀から9世紀にかけての新羅の入寇、11世紀の刀伊の入寇などしばしば戦火をこうむった。

#### 飛鳥時代

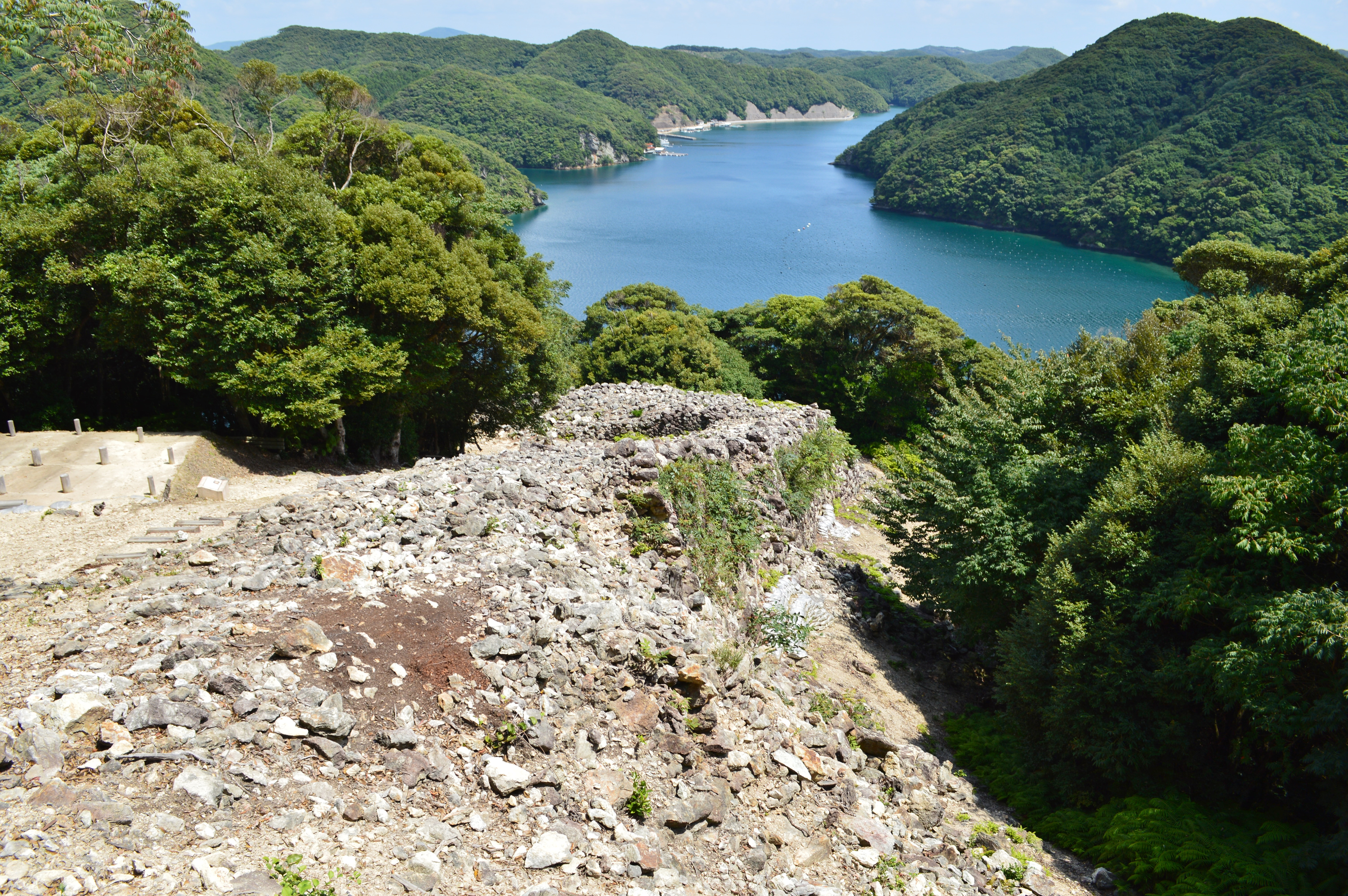
金田城

島の首長について、『先代旧事本紀』の「国造本紀」では「津島県直」と伝える。古墳時代にはヤマト王権がたびたび朝鮮半島に出兵しており、こうした状況は『日本書紀』、『広開土王碑文』、『宋書』倭国伝、『三国史記』の記載でも認められる。このなかで対馬の具体的な地名が登場するのは、『日本書紀』における神功皇后の新羅征討伝承であり、それにかかわって「和珥津（わにのつ）」の地名が登場し、対馬に屯倉を設置したと記述される。朝鮮側の記録としては、『三国史記』に新羅王実聖尼師今の治世7年（408年）に、倭人が新羅を襲撃するため対馬島内に軍営を設置していたことが記されている。
645年の大化の改新ののち律令制が施行されると、対馬は西海道に属する令制国すなわち対馬国として現在の厳原（いづはら）に国府が置かれ、大宰府の管轄下に入った。推古天皇における600年（推古8年）と607年（推古15年）の遣隋使も、また630年（舒明2年）の犬上御田鍬よりはじまる初期の遣唐使もすべて航海は壱岐と対馬を航路の寄港地としていた。
663年（天智2年）の白村江の戦い以後、倭国は、唐・新羅の侵攻に備え、664年には対馬には防人（さきもり）が置かれ、烽（とぶひ）が8ヶ所に設置された。防人はおもに東国から徴発され、『万葉集』には数多くの防人歌がのこっている。667年（天智6年）には浅茅湾南岸に山城金田城を築いて国境要塞とし、674年（天武3年、白鳳2年）には厳原が正式な国府の地に定まって、同年、対馬国司守忍海造大国（おしみのみやつこのおおくに）が対馬で産出した銀を朝廷に献上した。これが日本で初めての銀の産出となった。（対馬銀山）
701年（文武5年）、対馬で産出したと称する金を朝廷に献上したところ、これを慶んだ朝廷によって「大宝」の元号が建てられた。ただし、これは現在では偽鋳であるといわれている。なお、同年制定の大宝律令において対馬国は「対馬島」と表記されている。

#### 奈良時代
防人の制は、3年交代で東国から派遣された兵士2,000余人によって成り立っていたが、737年（天平9年）にはこれを止め、九州本土の筑紫国人を壱岐・対馬に派遣することに改めたが再び東国防人の制が復活し、757年（天平宝字元年）にはそれも廃して西海道のうち7国（筑前国・筑後国・肥前国・肥後国・豊前国・豊後国・日向国）の兵1,000人をもってこれに代えることとした。741年（天平13年）、「鎮護国家」をめざした聖武天皇の国分寺建立の詔により対馬にも府中厳原の地に島分寺が建立されたが、講師はいったん廃された。
なお、759年（天平宝字3年）に藤原仲麻呂が新羅征討を準備したとき、東国の船団編成に肥前国2,400人、対馬島200人の水手（かこ）が含まれていたという。
『新撰亀相記』によれば、上県郡に直氏と卜部氏、下県郡に直氏と卜部氏と、夜良直氏がおり、上下の直氏を国造としている。

#### 平安時代
平安時代に入って桓武天皇の時代には防人制は広く廃止され、軍団制に改められたが、壱岐・対馬の両国に関しては例外として防人を残した。度々起こった新羅の入寇では、813年（弘仁4年）の弘仁の韓寇は対馬を襲撃したものではなかったが、入寇ののち対馬には新羅語の通訳を置いた。841年（承和8年）には、大宰府の属官（曹）104人が対馬の防人にあてられた。
律令制の弛緩は対馬国においても例外ではなかった。『日本文徳天皇実録』天安元年（857年）六月条に対馬国守として立野正岑の名がみえるが、同年に上県郡主擬主帳卜部川知麻呂、下県郡擬大領直浦主らが率いる300余の島民が国守立野正岑の館を襲撃し、国司や従者の榎本成岑を惨殺した事件が起こっている。
870年（貞観12年）には対馬に選士50人が配され、874年（貞観16年）には新羅人が対馬に漂着したものの帰国させられた。894年（寛平6年）には新羅の賊船大小100隻、約2,500人が佐須浦（さすうら）に襲来したが国守文屋善友が撃退している（寛平の韓寇）。
936年（承平6年）、朝鮮半島を高麗が統一し、対馬に高麗の南原府の咸吉兢が対馬に漂着したという。また、10月15日には金海府の李純達が大宰府に到着の報が届いたが国交成立に至らなかったとされる。
1019年（寛仁3年）、正体不明の賊船50隻が対馬を襲撃した。記録されているだけで殺害された者365名、拉致された者1,289名で、有名な対馬銀鉱も焼損した。これは、奴隷にすることを目的に日本人を略奪したものであり、被害は対馬のみならず壱岐・北九州におよんだ。のちに賊の正体が刀伊（女真族）であることが判明し、この事件は「刀伊の入寇」と呼ばれるようになる。女真族は、このとき対馬の判官代長岑諸近とその一族を捕虜にしており、諸近は1度は逃亡できたものの妻子をたずねて高麗にわたり、日本人捕虜の悲惨な境遇を見聞して帰国したという記録がのこっている。
対馬国は、古代後半にあっては阿比留氏などの在庁官人による現地支配がなされていた。
1094年（嘉保2年）5月25日、前大宰権帥の正二位権中納言藤原伊房が前対馬守藤原敦輔と謀り、国禁の私貿易をおこない発覚。伊房は従二位に降格の上、敦輔は従五位下の位階を剥奪された。
1101年（康和3年）7月7日、対馬守源義親が現地で大宰府の命をきかず、官物を横領し、人民を苦しめるとの報が太宰権帥大江匡房より朝廷にもたらされ、義親追討の官符が発せられる。源義親は天下第一武勇の士として名高い河内源氏の棟梁・八幡太郎義家の嫡男である。義親の追討以降、河内源氏は勢力が衰え、義親に追討に功のあった平氏が擡頭する契機となった。

### 中世
1274年（文永11年）と1281年（弘安4年）の2度に渡って元寇の襲来を受け、宗助国は迎撃したが戦死。一時元軍に占領された。その際、住民の男性は虐殺され、女性は手に穴を開けられ紐を通して繋がれ連れ去られたと史書には記されている。
倭寇の主要根拠地の1つとされ、この倭寇討伐を目的として李氏朝鮮の軍が1419年（応永26年）に大規模な侵攻を行い、宗氏との1ヶ月にわたる戦闘で大敗を喫し撤退した（応永の外寇）。その後、宗氏は嘉吉3年(1443年）に朝鮮と嘉吉条約を結んで、以後日朝間の窓口となった。
しかし、文明2年（1470年）、朝鮮国王 世祖が対馬守護 宗氏に使節を派遣し、日本の密航者の取り締まりを求めた。1509年（永正6年）4月、朝鮮は対馬島主・宗材盛に在留期限を超えた恒久倭の帰国を求める使節の派遣を予定していたが、材盛の急逝で使節派遣を延期する。
翌1510年(永正7年）、朝鮮で現地在住の対馬の民などにより三浦の乱が発生。宗氏は日朝貿易への影響力拡大を狙い救援軍を派遣するも鎮圧され、在留日本人は追放。対馬と朝鮮の関係も1512年（永正9年）まで途絶する。
また、この頃少弐氏が大内氏によって大宰府を追われると、宗貞盛は九州に出兵して大内氏と戦った。しかし、少弐氏が滅亡したので対馬に戻った。

### 近世以降
1592年（文禄元年）、豊臣秀吉が朝鮮出兵を行った。貿易収入が失われることを恐れた宗氏は戦争回避のため奔走した。開戦後は釜山と名護屋城との中継地となった。
関ヶ原の戦いでは宗氏は西軍に付いたものの、領土を安堵された。
宗氏を藩主とする対馬府中藩（10万石格）が幕末まで支配した。
江戸初期対馬藩は李氏朝鮮との国交再開のために尽力。幕府と李氏朝鮮との関係を保つため、しばしば双方の国書を改竄した。それを有力家臣の柳川氏が告発、柳川一件に発展した。
なお江戸時代には鎖国政策がとられていたが朝鮮とは正式な国交があり、対馬藩は朝鮮通信使の先導役を勤め、現在の釜山市に倭館を置き交易をおこなった。

### 近世以降の沿革
- 「旧高旧領取調帳」の記載によると、明治初年時点では全域が対馬府中藩領であった。（上県郡44村・下県郡64村・全て無高）
- 明治2年8月7日（1869年9月12日） - 府中藩が改称して厳原藩となる。
- 明治4年
  - 7月14日（1871年8月29日） - 廃藩置県により厳原県の管轄となる。
  - 11月14日（1871年12月25日） - 第1次府県統合により伊万里県の管轄となる。
- 明治5年
  - 5月29日（1872年7月4日） - 佐賀県（第2次）の管轄となる。
  - 8月17日（1872年9月19日） - 長崎県の管轄となる。

## 国内の施設

### 国府
国府は下県郡にあった。現在の対馬市厳原町国分の対馬市役所（旧厳原町役場）付近と推測されているが、未だ遺跡は見つかっていない。

### 島分寺・島分尼寺

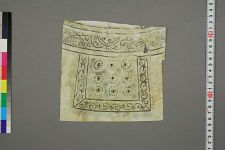
対馬国分寺梵鐘の拓本1500年（明応9年）

聖武天皇が741年（天平13年）に発布した「国分寺建立の詔」ののち大日如来を本尊として対馬島分寺（とうぶんじ）が下県郡の国府付近に建てられた記録があり、のちの金石城（厳原城）の位置がこれに比定される。金石城跡の発掘調査によって島分寺の伽藍配置などが解明されつつある。755年（天平宝字7年）、国・島講師（正確には国・島師）が廃され、復されて島分寺に講師が置かれたのは855年（斉衡2年）であった。その財源は、九州本土の諸国に依存するところが大きかったという。857年（天安元年）の国司立野正岑の乱では島分寺を焼失し、翌天安2年、国府嶽山麓に本尊大日如来を移して大日堂が建立された。これはのちに大日寺と称された。現在の臨済宗西山寺である。史料では、貞観年間（859年 - 877年）には、対馬島分寺の島内における財源補強の努力が確認される。
いっぽう、1468年（応仁2年）、対馬府中に居をかまえた宗貞国が弟の甫庵宗睦に国分寺復興を命じ、古代島分寺跡の山際に再建されたと推定されている。これは、江戸時代に入って1665年（寛文5年）に宗義真が金石城を拡張した際に日吉へ移された。さらに1863年（文久3年）になって、以酊庵と振り替わって厳原町天道茂の現在地に移されたのが釈迦如来を本尊とする現存国分寺である。現存寺は、曹洞宗天徳山国分寺と称し、かつては宗家の菩提寺だったこともあり、江戸時代中・後期には朝鮮通信使来聘に際して、その客館として使用された。
なお、島分尼寺（国分尼寺）については詳細不明である。

### 神社
延喜式内社
『延喜式神名帳』には、大社6座6社・小社23座23社の計29座29社が記載されている（「対馬国の式内社一覧」参照）。大社6社は以下に示すもので、全て名神大社である。
- 上県郡 和多都美神社 - 和多都美神社（対馬市豊玉町）または海神神社（対馬市峰町木坂）に比定。
- 上県郡 和多都美御子神社 - 和多都美御子神社（対馬市豊玉町）ほか論社3社。
- 下県郡 高御魂神社 （対馬市厳原町）
- 下県郡 和多都美神社 - 八幡宮神社（対馬市厳原町）または乙和多都美神社（対馬市厳原町）に比定。
- 下県郡 太祝詞神社 （対馬市美津島町）
- 下県郡 住吉神社 （対馬市美津島町雞知） - 住吉神社は元来大阪湾周辺の海神であったと考えられるが、対馬の住吉神社もまた神功皇后の新羅出兵伝承と不可分なかたちで語り継がれてきたものである[17]。

総社・一宮
- 総社 不詳
- 一宮 海神神社

二宮以下は存在しない。

### 安国寺利生塔
- 安国寺跡 - 長崎県対馬市上県町佐護。

## 地域

### 郡・郷

#### 古代
- 上県郡
  - 伊奈郷、久須郷、向日郷、三根郷、佐護郷
- 下県郡
  - 豆酘郷、鶏知郷、賀志郷、与良郷、玉調郷

#### 中世
- 豊崎郡、佐護郡、伊奈郡、三根郡、仁位郡、佐須郡、与良郡、酘豆郡

#### 江戸時代
- 上県郡
  - 豊崎郷、佐護郷、伊奈郷、三根郷
- 下県郡
  - 仁位郷、佐須郷、与良郷、豆酘郷

### 江戸時代の藩
- 対馬府中藩、宗家（2万石格 → 10万石格）

## 人物

### 国司

#### 対馬守
- 忍海大国 - 674年（天武天皇3年）3月7日見
- 立野正岑 - 857年、郡司・百姓らによって惨殺された。
- 源義親 - 太宰府の命に服さず、官物横領及び住民を苦しめた罪で追討を受ける。
- 藤原親光 - 源頼朝の外戚であったため平氏より追討を受ける（『吾妻鏡』）[18]。

### 守護

#### 鎌倉幕府
- 河内義長:1185年（文治元年） -?
- 少弐資能:1230年（寛喜2年） -?
- 少弐貞経:1323年（元亨3年） -?

#### 室町幕府
- 少弐頼尚:1344年（南朝：興国5年、北朝：康永3年） -?
- 宗澄茂:1378年（南朝：天授4年、北朝：永和4年）-?
- 今川了俊 ? 九州探題
- 宗頼茂:1392年（明徳3年） - 1398年（応永5年）
- 宗貞茂:1400年（応永7年） - 1403年（応永10年）
- 宗貞盛:1414年（応永21年） - 1452年（享徳元年）
- 宗成職:1468年（応仁2年）
- 宗貞国:1468年 - 1492年（明応元年）
- 宗材盛:1492年 - 1508年（永正5年）
- 宗義盛:1510年（永正7年） - 1520年（永正17年）
- 宗盛長:1520年 - 1521年（大永元年）
- 宗晴康:1542年（天文11年） - 1554年（天文23年）
- 宗義調:1555年（弘治元年） - 1560年（永禄3年）

### 戦国大名
- 宗氏

### 武家官位としての対馬守
- 出浦盛清 - 真田氏家臣
- 前田長種 - 加賀八家
- 松田対馬守 -丹後国人(桓武平氏流)-室町幕府奉行衆

#### 江戸時代
- 対馬府中藩主宗家
  - 宗義成
  - 宗義真
  - 宗義倫
  - 宗義方
  - 宗義誠
  - 宗義如
  - 宗義蕃
  - 宗義暢
  - 宗義功
  - 宗義質
  - 宗義章
  - 宗義和
  - 宗義達
- 土佐藩主山内家（称、松平）
  - 山内一豊:1585年（天正13年） - 1603年（慶長8年）
  - 山内忠義
  - 山内忠豊
  - 山内豊熈
- 志摩鳥羽藩主稲垣家
  - 稲垣昭央
  - 稲垣長続
  - 稲垣長剛
  - 稲垣長敬
- その他
  - 堀直知- 旗本、山田奉行

### 対馬国に関連の深い歴史的人物
近代以降は対馬市#出身関連著名人を参照のこと。

#### 対馬国出身者
- 長岑諸近 - 刀伊の入寇の際の対馬判官代
- 宗助国 - 元寇の際の対馬守護代
- 宗義智 - 対馬府中藩初代藩主
- 宗義真 - 好学の藩主
- 陶山鈍翁 - 対馬藩郡奉行
- 賀島兵介 - 対馬藩士で肥前国田代副代官
- 中庭茂山 - 対州焼の名工
- 平山東山 - 『津島紀事』の著者
- 大島友之允 - 外交官
- 半井桃水 - 小説家

#### 対馬国に関係の深い人物
- 武藤資頼 - 源頼朝により対馬国守護に任じられる。
- 島清興 - 戦国時代の武将。対馬に墓がある。
- 雨森芳洲 - 対馬府中藩の儒講。厳原の長寿院に墓所がある。